# Vrankunge

Vrankunge är en by i Skatelövs socken, Alvesta kommun, Kronobergs län, belägen vid gränsen till Kalvsviks socken. 

## Fornlämningar
Inom Vrankunge by finns två hällkistor. Den ena vid Vrankunge 4:3 (5,5 meter lång och 0,81 meter bred), området kallas Eskekullsbacken enligt karta från 1803. Den andra finns vid Vrankunge Östregård (4 meter lång och 0,4-0,5 meter bred). En tredje hällkista, vid Vrankunge 3:5, transporterades bort 1815. I Vrankunge har även fynd gjorts av stenyxor, skafthålsyxor, sländtrissor, järnyxa, bryne, järnkniv vid bl.a. Myrkullen och Sjöhagen. Ett 10-tal fornfynd från stenåldern förvaras på Smålands museum.
Vrankunge gamla by gränsade mot de medeltida ensamgårdarna Sunnanvik/Bonäs, Silkesnäs och Agnäs samt Hössöns häradsallmänning och Kalvshaga byalags allmänning. Vrankunge rote omfattar förutom byn även Sunnanvik med utgårdarna Bonäs och Jularelycke samt den östra halvan av Hössöhalvön, inkl. Agnäs, Vevik och Bjurkärr.

## Historia
Vrankunge omnämns 1420, 1421 och1540 som Wrankunge och Vrankinge. Namnet vrång (på fornsvenska vranger) har betydelsen krokig. Det finns i många "vrångsjöar" som har med en krokig strandlinje att göra, för Vrankunges del angränsande sjön Åsnen.  Peder Nilsson (Bagge av Berga), född före 1399 och död efter 1463, var väpnare 1423 och då bosatt i Vrankunge, han bodde där 1429, men från 1432 på Berga i Högsby socken, Kalmar län.  En ättling ägde vid mitten av 1500-talet en gård i Vrankunge med 8 lispunds smörränta. 1428 donerade frälsemannen Brodde Gudmundsson en gård i Vrankunge till Växjö domkyrka.
Vid Gustav Vasas kyrkoreduktion 1527 fanns i Vrankunge ett frälsehemman, Storegård, och tre krono-, fd domkyrkohemman, Östregård, Västregård och Mellangård. Kronogårdarna i Vrankunge samt Agnäs och Silkesnäs, samtliga tidigare kyrkogods, överlämnades 1573 av Johan III till ståthållaren Christoffer Andersson Stråle ”i underpant för några penningar i guld som han försträckt kungens krigsfolk i Lifland”. Lantmäteriets historiska karta 1661 utvisar fyra gårdar i Vrankunge. Under 1690-talet skatteköptes de tre kronogårdarna och brukades därefter av självägande bönder. Frälsehemmanet Vrankunge  Storegård ägdes år 1700 av Olof Bråkenhielm och Gabriel Gyllengrip  med ½ mantal vardera.   
Gränsen mellan Kalvshaga skogslag (byallmänning omfattande bl.a. Stormyren och Hösjökärr) och Vrankunge by fastställdes i samband med storskiftet 1782 utifrån tidigare utplacerade större stenar. Dessa hade olika namn med Bräkenskallastenen i norr och därefter Hvitaslätt, Högemyrekulle (eller Myrkullastenen) och Lönehultstenen i söder, vid gränsen mot Hössö häradsallmänning (avtaget mot Agnäs - intill Wachttorpet/Nyatorp). Stenen Båckehalla fanns vid bygränsen mot Sunnanvik.
Storskiftet genomfördes i Vrankunge 1765, för utmarker/utägor 1782 och inägor 1803. Vid storskiftet 1782 delades byallmänningen söder om byn mellan tre av gårdarna, varvid torpstället Myreberg (nuvarande Kolboda) tillfördes Östregården, Myrekullen tillfördes Mellangården (Kvällorna) och Rosenlund tillfördes Vrankunge Storegård. Vid storskiftet av utmarkerna fanns ingen bebyggelse på de nämnda platserna. Laga skifte genomfördes 1847-1858 och berörde ett 20-tal ägare med olika gårdsstorlekar. Vrankunge byalag bildades efter skiftet av 17 Vrankungebönder. Åkerbruk, boskapsskötsel och skogen gav då försörjningen. Byns gemensamma angelägenheter sköttes av byalaget som leddes av en ålderman. Budkavel användes för att kalla till möten enligt bystadgan, då ånyo fastställd av landshövding Mörner på Kronoberg under 1840-talet. Längre tillbaka kom vanligtvis en av socknens sexmän från Vrankunge rote.
Vrankunge, med fyra huvudgårdar, bestod från början av fyra mantal, förmedlade till 2 3/8-dels mantal omkring år 1800. Gårdarna hade utmarker (byallmänningar) i byns utkanter. Ett större sammanhängande område var nuvarande Myrkullen, Rosenlund/Myreberg och Kålboda som delades mellan tre gårdar vid storskiftet och fick från byn utflyttade gårdar vid laga skifte. Torpen löstes ut. Som jämförelse omfattade angränsande Kalvshaga med flera byars skogslag 17 gårdar om tillsammans 14 1/16-dels hemman. Laga skifte genomfördes där under åren 1910-1945 och omfattar än idag som ekonomisk förening den gamla allmänningen om ca 400 hektar, varav hälften myrmark och resterande skogsmark. Likaså angränsande Hössö häradsallmänning om 1355 tunnland ägdes av flera hundra gårdsägare, med i mantal satt jord i Kinnevalds härads socknar. Allmänningarna användes för bl.a. mulbete, vedfång, ängs- och madslåtter, och torp etablerades där genom svedjebruk. Utmärkande för området är att detta utgör gränsområde mellan två socknar (Skatelöv och Kalvsvik) samt två härader (Kinnevald och Allbo). Det var inte ovanligt med allmänningar i gränsområden.
Beslut om laga skifte i Vrankunge by fattades av landshövdingen Mörner den 5 maj 1847. Förrättningen påbörjades den 1 september och avslutades efter 11 år den 7 juni 1858. Under den tiden skedde flera ägarbyten av de ursprungliga gårdarna. Arbete inleddes med en genomgång av befintligt kartmaterial, bland annat från storskiftet och kartor från angränsande områden. Efter fastställande av byns yttre och inre gränser vidtog arbetet med att gradera markområdena i olika klasser beroende på jordmån m.m. för att möjliggöra byten av olika skiften. Efter en överenskommelse om markbyten, för att samla markområden och flytta ut gårdar, följde värdering av byggnader och hur de olika jordägarna skulle kompensera varandra – särskilt de som behövde flytta sina hus. Utflyttning av hus och markarronderingen innebar också att en ny ”infrastruktur” behövde uppföras. Gårdar som miste sin tillgång till sjön Åsnen för vatten till sina kreaturen fick rätt att leda dessa över grannens ägor. Nya vägar, gärdsgårdar och fägator uppfördes. Vid denna tid tillkom många nya stengärdsgårdar. Noggranna protokoll fördes. Av dessa framgår att en viss oenighet givetvis fanns mellan gårdsägarna som slutligen avgjordes genom förrättningsmännen. Protokollen omfattar 110 sidor med mycket detaljerade uppgifter om skiften av jordlotter och flytt av byggnader, gärdsgårdar och vägar m.m. samt kartor.
I Vrankunge fanns två soldatbostäder, vilka båda omlokaliserade vid laga skifte år 1849. Den uppodlade jorden på soldattorpen blev bondejord. Den ena var ryttartorpet Ängalund under rusthållet vid tre av gårdarna som tillhörde Smålands Husarregemente, Växjö skvadron. Det andra soldattorpet under Vrankunge Storegård hyste indelta soldater vid Vrankunge rote, Skatelövs kompani inom Kronobergs infanteriregemente. Under yngre indelningsverkets tid (1680/82-1901) tjänade inalles 17 indelta soldater för roten och därutöver ryttare.
Under de fyra ursprungliga Vrankungegårdarna (eg. Vrankunge by) kom det enligt en inventering av Vrankunge Byggnadsförening från slutet av 1700-talet och hundra år framåt att uppstå ca 50 torplokaliseringar. 16 torp etablerades under de sista decennierna av 1700-talet, tillsammans med de två soldattorp som tidigare nämnts. Under början av 1800-talet fanns det flest torp i drift, 27 stycken som successivt minskade till 7 stycken i början av 1900-talet. Nya lokaliseringar av torp och backstugor tillkom och avvecklades under 1800-talet, med svedjebränning och nyodlingar på olika platser. En del torp övertogs av barn till självägande bönder (bl.a. på den gamla byallmänningen som skiftades ut vid storskiftet) i samband med arvskiften och även vid laga skifte. Nya hemmansandelar och ägare uppstod genom klyvningar och skiften av de ursprungliga gårdarna. Fyra torplokaliseringar består än idag.
Befolkningsökningen under 1800-talet ledde till ett omfattande behov av bostäder och nyodling för att hålla svält och ”taklöshet” borta. De enkla, för att inte säga usla, stugorna växer som svampar ur jorden, och liksom svampen hade de också en kort livslängd. Ofta beboddes de endast under 20-30 års tid. Endast de bästa torpen, med något så när stor odlingsareal, hade en bestående livslängd på 100 till 150 år. Bland dessa finns ofta soldattorpen och dagsverkestorp. Många av dagsverkstorpen på Hössön (under Huseby) har bestått ända till idag, en del som sommarstugor. Återkommande besiktningar av hus och ladugårdar med "syneprotokoll", där reparationsålägganden skrevs in, kan ha medfört ett bättre underhåll.
På en karta över Silkesnäs gård år 1747 nämns att ”Ett litet torp, Berget kallat, som av förra boställets innehavare är anlagt till den ända att torparen må över sjön kunna föra resande till och från bostället, efter landsvägen är ganska svår och om vår och höst obruklig”. Vägen till Agnäs följde vid den tiden sjöstranden från Silkesnäs. Då trafiken mellan Växjö och Skåne passerade gästgiverierna i Nöbbled, Gottåsa, Diö m.fl. platser söderut och det inte fanns någon broförbindelse i Torne (tillkom 1884) var sjövägarna viktiga. Den andra huvudvägen gick från Växjö till Blekinge och passerade öster om Åsnen, med gästgiverier i bl.a. Tävelsås, Jät, Kvarnamåla och Möllekulla. Mellan dessa huvudvägar, i Åsnenområdet, fanns det längre tillbaka framför allt stigar och ridvägar. När brukspatron Stephens på Huseby skulle besöka Vevik under slutet av 1800-talet fick han parkera vagnen i Vrankunge Östregård och rida därifrån. Reguljär postgång öppnades 1874, samtidigt som Skatelöv, Odensjö, Kalvsvik, Jät, Urshult m.fl. orter omfattades.
En folkskola uppfördes i Vrankunge 1864 av rotebönderna. Skolan hade ett klassrum, tambur och lärarbostad med två rum och kök. När den lades ner efter 100 års verksamhet 1964, flyttades eleverna till Grimslövs centralskola, sedermera Skatelövsskolan. 1965 skänkte kommunen skolan till Vrankungeborna för en symbolisk summa på 1 krona, som då bildade Vrankungeortens byggnadsförening. 
I Vrankunge uppfördes efter laga skifte ett stort antal nya hus och ladugårdar. Av dessa kvarstår än idag ett 15-tal mangårdar byggda mellan 1860 och 1890. Äldsta huset, från 1790-talet, finns i Kvällorna och den stora mangårdsbyggnaden i Vrankunge Östregård, som inte flyttades, är uppförd 1845. Bykärnans byggnadsbestånd är storvulet och bär drag av 1800-talets stilideal. Särskilt mangårdsbyggnaderna på Vrankunge Mellangård (tidigare rusthåll) ger ett monumentalt intryck som vittnar om brukarnas välstånd vid byggnadstillfället. Ett flertal äldre ekonomibyggnader med fähus, lador och logar förekommer.   
Ryggåsstugan Kurran ligger i Vrankunge vid vägen mot Sirkön och Urshult, ca 300 m söder om vägskälet mot Torne. Stugan är från 1700-talet och saknar innertak, ryggåsen är frilagd och yttertaket täcks av näver och torv. Huset räddades genom insatser av frivilliga och Hembygdsföreningen i Skatelöv i början av 1950-talet. Huset uppfördes ursprungligen i Agnäs, varifrån det flyttades till Bokelund under 1930-talet innan det kom till nuvarande plats. Den sista som bodde i stugan kallades "Lina i Kurran", hon hette Carolina Johansson (född 1853) blev 90 år. Under 2014 har stugan och dess tak renoverats.
Under 1950-talet etablerades ett mindre cirkelsågverk i Herrängen. Verksamheten bedrevs fram till mitten av 1960-talet, men återupptogs därefter sporadiskt under 1990-talet och framåt. Sågverket brann ned för andra gången våren 2013. 
Vrankunge by med omnejd hade 2012 cirka 100 invånare. Av dessa bedriver numera ingen heltidsjordbruk. Det finns några mindre familjeföretag i byn. Många arbetspendlar till Växjö och kringliggande orter.